# Сражение при Ремихе

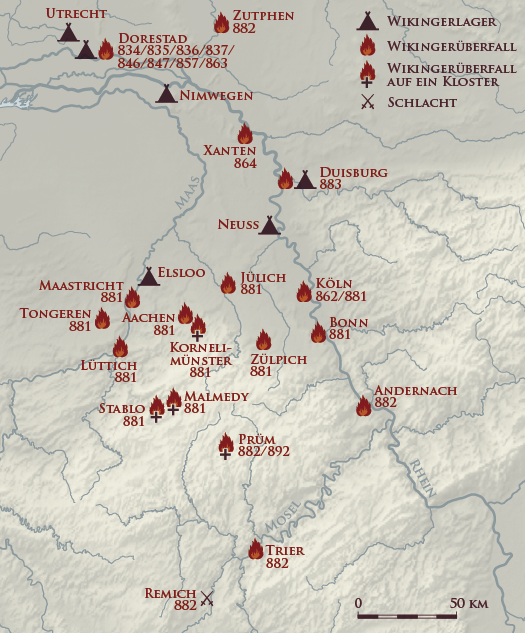
Походы викингов в Рейнскую область

Сражение при Ремихе — состоявшееся 11 апреля 882 года около Ремиха сражение между армией восточных франков под командованием графа Адаларда II, архиепископа Бертульфа Трирского и епископа Валы Мецского и войском викингов во главе с Годфридом и Сигфридом; завершилось победой норманнов; эпизод походов викингов в Рейнскую область.
Связанные со сражением при Ремихе события упоминаются во многих средневековых исторических источниках. Среди них: «Бертинские анналы», «Фульдские анналы», «Ведастинские анналы», «Анналы святого Максимина Трирского», «Прюмские анналы», «Хроника» Регино Прюмского, «Антаподосис» Лиутпранда Кремонского, «Англосаксонская хроника», «Деяния мецских епископов» и другие сочинения.
В ноябре 881 года часть Великой языческой армии под командованием Годфрида и Сигфрида построила укреплённый лагерь в Асселе (или Эльслоо на Маасе, или Асселт в современной провинции Лимбург). Отсюда они зимой и весной 882 года совершили несколько набегов на находившиеся в долинах рек Рейн и Мозель города и монастыри. Для большей мобильности, викинги использовали лошадей, которых перевозили по рекам на трёх кораблях. Разграбив Кобленц, во время Страстной недели они прибыли к Триру и стали опустошать местность вне стен. В Великий четверг (5 апреля) они захватили город, а на Пасху (8 апреля) разорили его. Многие жители были убиты. В числе спасшихся был нашедший убежище в Меце у своего суффрагана Валы архиепископ Трира Бертульф.
После разорения Трира часть викингов с добычей отправилась в Кобленц, а часть двинулась к Мецу. На берегу Мозеля, около селения Ремих, второе войско норманнов во главе с Годфридом и Сигфридом было встречено поспешно собранным в Меце войском восточных франков под командованием местного графа Адаларда II, архиепископа Бертульфа и епископа Валы. Хотя войско викингов было малочисленнее армии франков, в произошедшем 11 апреля 882 года сражении норманны одержали победу. Адалард II и Бертульф бежали с поля боя, а Вала и множество франков погибли.
Из-за понесённых потерь викинги отказались от намерения захватить Мец и через Бинген и Майнц возвратились в свой лагерь в Асселе. Летом того же года это укрепление безуспешно осаждало войско императора Карла III Толстого. Эта неудача вынудила правителя франков заключить мирное соглашение с Годфридом. Несмотря на договор, набеги викингов на Рейнскую область продолжались до начала 890-х годов, когда их окончанию способствовала победа Арнульфа Каринтийского в сражении при Лёвене. Последнее из таких вторжений упоминается во франкских анналах в 892 году.
В 1688 году в Беше, на том месте, где по средневековым немецким преданиям, якобы, погиб епископ Вала, был установлен каменный крест, сейчас известный под названием «Крест епископа Валы» или «Норманнский крест». В действительности, это не посвящённый епископу Вале или сражению при Ремихе памятник, а один из возводившихся в XVII веке чумных крестов. В 1973 году из-за строительства дороги крест был перенесён на нынешнее место.
В Беше есть улицы Норманненштрассе и Бишоф-Вало-Штрассе, названные в память о сражении и его высокопоставленной жертве.

## Комментарии
1. ↑  Указание в некоторых средневековых источниках 10 и 14 апреля как дат сражения при Ремихе, ошибочны[13].